# Windsor (Virginia)
Windsor es un pueblo situado en el condado de Isle of Wight, Virginia  (Estados Unidos). Según el censo de 2010 tenía una población de 2.626 habitantes.

## Demografía
Según el censo del 2000, Windsor tenía 916 habitantes, 389 viviendas, y 269 familias. La densidad de población era de 416,1 habitantes por km².
De las 389 viviendas en un 30,6%  vivían niños de menos de 18 años, en un 52,4%  vivían parejas casadas, en un 12,6% mujeres solteras, y en un 30,6% no eran unidades familiares. En el 27,5% de las viviendas  vivían personas solas el 11,3% de las cuales correspondía a personas de 65 años o más que vivían solas. El número medio de personas viviendo en cada vivienda era de 2,35 y el número medio de personas que vivían en cada familia era de 2,87.
Por edades la población se repartía de la siguiente manera: un 23,8% tenía menos de 18 años, un 7,4% entre 18 y 24, un 29% entre 25 y 44, un 27,3% de 45 a 60 y un 12,4% 65 años o más.
La edad media era de 38 años.  Por cada 100 mujeres de 18 o más años  había 84,7 hombres.
La renta media por vivienda era de 36.528$ y la renta media por familia de 44.167$. Los hombres tenían una renta media de 34.205$ mientras que las mujeres 25.000$. La renta per cápita de la población era de 20.999$. En torno al 5,9% de las familias y el 8,8% de la población estaban por debajo del umbral de pobreza.

## Localidades adyacentes
El siguiente diagrama muestra a las localidades más próximas a Windsor.